# Apteropeoedini
Tribu
Les Apteropeoedini sont une tribu d'insectes orthoptères de la famille des Euschmidtiidae et de la sous-famille des Pseudoschmidtiinae.

## Distribution
Les espèces de cette tribu se rencontrent à Madagascar.

## Liste des genres
- genre Ambatomastax Descamps & Wintrebert, 1965
- genre Apteropeoedes Bolívar, 1903
- genre Mastaleptea Descamps, 1971
- genre Tetefortina Descamps, 1964